# ادی فالکو
 ادی فالکو (انگلیسی: Edie Falco؛ زادهٔ ۵ ژوئیهٔ ۱۹۶۳) یک هنرپیشه اهل ایالات متحده آمریکا است.
او بیشتر برای بازی در سریال سوپرانوز در نقش همسر تونی سوپرانو شناخته شده است؛ او در این نقش پرفروغ ظاهر شد و توانست ۳ بار جایزه بهترین بازیگر زن نقش اصلی سریال درام در مراسم امی و ۲ گلدن گلوب را از آن خود کند.
از فیلم‌ها یا برنامه‌های تلویزیونی دیگری که وی در آن نقش داشته‌است می‌توان به کاپ لند، گلوله‌ها بر فراز برادوی، قلب تصادفی، کمدین، مگان لیوی، تلفن ثابت، قیمتی بالای یاقوت، رفتار بد خدایان، سرزمین عادات ثابت، مشکل در گوشه، قسمت‌های خصوصی، اعتیاد، عالی جدید و شگفت‌انگیز و من تو را دوست دارم، بابا اشاره کرد.